# Кучинский, Анатолий Мартынович
Кучинский Анатолий Мартынович — народный депутат Казахской ССР от Шортандинского избирательного округа № 245 Целиноградской области. Родился 4 июня 1944 года, поляк, образование высшее — окончил Целиноградский инженерно-строительный институт. (Евразийский национальный университет)
Трудовую деятельность начал после окончания Целиноградского машиностроительного техникума в 1963 году в военной части 36/8 МВД Киргизской ССР, затем служил в рядах Советской армии. С 1967 года — инженер-конструктор, мастер, заместитель начальника цеха, начальник цеха, начальник снабжения на заводе Казахсельмаш г. Целинограда(Нур-Султан).
С 1973 года — начальник оперативного отдела управления Целинметаллснабсбыт системы Госснаб СССР — заместитель начальника этого же управления. С 1977 года — заместитель начальника Целинного главного территориального управления материально-технического снабжения, с 1987 года — начальник управления. С 1991 года — президент концерна «Азат».
Член Комитета по национальной политике, развитию культуры и языка.Депутаты Верховного Совета Республики Казахстан XII созыва